# یوخن باخفلد
یوخن باخفلد (انگلیسی: Jochen Bachfeld؛ زادهٔ ۱۷ دسامبر ۱۹۵۲) بوکسور اهل آلمان بود.